# Nagy Arisztid
Nagy Arisztid (Lupény, 1928. január 11. – Kolozsvár, 2014. április 7.) egyetemi, főiskolai oktató, földrajzi szakíró.

## Életútja
1928. január 11-én született Erdélyben, a Hunyad megyei Lupényban. Elemi iskoláit szülővárosában, középiskoláit pedig 1948-ban a nagyenyedi Bethlen Gábor Kollégiumban végezte. 1952-ben szerzett diplomát a Bolyai Tudományegyetem földtan-földrajz karán.
Már harmadéves hallgató korában gyakornok a gazdaságföldrajzi tanszéken, tanulmányai végeztével 1952–1954 között tanársegéd, később mint adjunktus adott elő gazdaságföldrajzi tantárgyakból az egyetemek egyesítéséig, 1952–1959 között. A Babeș–Bolyai Tudományegyetemen 1967-ig folytatta munkásságát.
1968–1977 között oktató és nevelő a marosvásárhelyi Pedagógiai Főiskolán és 1978–1980 között a kolozsvári Tanártovábbképző Intézetben, végül 1980-tól a 11. sz. Líceum földrajztanára nyugalomba vonulásáig 1988-ig.
1990-től a tanári munkakörbe visszatérve a kolozsvári Református Kollégiumban tanított és konzultáns tanár volt a Babeș-Bolyai Egyetemen.

## Munkássága
Tudományos kutatómunkát a társadalomföldrajz és gazdaságföldrajz területén végzett.
- Első írását Adatok Petrozsény rajon mezőgazdasági földrajzához címmel 1959-ben a Studia Universitatis Babeș-Bolyai közölte.
- Foglalkozott a településföldrajz kérdéseivel is, e témakörben több román nyelvű tanulmánya jelent meg Kolozsvár városperemi övezetéről, Románia új városairól, a Petrozsényi-medence településhálózatáról, valamint Maros megye városodási folyamatáról.
- Tudományos ülésszakokon bemutatott tanulmányai a mezőgazdasági földrajz (az egykori Dés, Ludas, Torda rajonok) és a településtörténet tárgykörébe illeszkednek.